# Praveșka Lakavița, Sofia
Praveșka Lakavița (în bulgară Правешка Лакавица) este un sat în comuna Praveț, regiunea Sofia,  Bulgaria. 

## Demografie
Componența etnică a satului Praveșka Lakavița
     Bulgari (97,61%)
     Nicio identificare (2,38%)
     Altele (0%)
La recensământul din 2011, populația satului Praveșka Lakavița era de 42 locuitori. Din punct de vedere etnic, majoritatea locuitorilor (97,61%) erau bulgari. Pentru 2,38% din locuitori nu este cunoscută apartenența etnică.